# Trionymus incertus
Trionymus incertus är en insektsart som beskrevs av Green 1931. Trionymus incertus ingår i släktet Trionymus och familjen ullsköldlöss.
Artens utbredningsområde är Island. Inga underarter finns listade i Catalogue of Life.